# زي زي توب
زي زي توب  هي فرقة روك أمريكية تأسست عام 1969 في هيوستن ، تكساس . ولمدة 51 عامًا ، ضمت الفرقة عازف الجيتار المطرب بيلي جيبونز وعازف الطبول فرانك بيرد وعازف الجيتار داستي هيل ، حتى وفاة هيل في عام 2021.  ، طورت الفرقة  صوتًا مميزًا يعتمد على أسلوب غيتار البلوز ، وهم مشهورون بأدائهم المباشر على المسرح ، وروح الدعابة ، والإطلالة المميزه لجيبونز وهيل ، الذين نادرا ما شوهدوا بدون لحاهم الطويلة ، والنظارات الشمسية ، والقبعات السوداء .
تأسست فرقة زي زي توب بعد انتهاء فرقة Moving Sidewalks ، فرقة Gibbons السابقة. وبعد عام ، وقع الأعضاء مع استديو London Records وأصدروا الالبوم الاول للفرقة عام (1971). الإصدارات التالية ، مثل Tres Hombres (1973) و Fandango! (1975) ، وحصلت الاغنيتين للألبومات المنفردة " La Grange " و " Tush " على بث إذاعي واسع النطاق في البلاد . وبحلول منتصف السبعينيات من القرن الماضي ، أصبحت الفرقة مشهورة في أمريكا الشمالية بحفلاتها المباشرة ، ومن  أدائها خلال جولة تكساس العالمية في عام 1976 إلى عام 1977 ، والتي حققت نجاحًا تجاريًا باهراً .
بعد فترة توقف ، عادت الفرقة في عام 1979 بإتجاه موسيقي جديد ، حيث ارتدى جيبسون وهيل نظارة شمسية ولحى يصل طولها إلى الصدر . ومع ألبوم El Loco (1981) ، بدأت المجموعة في تجربة آلات المزج وآلات الطبول . وأسسوا صوتًا واكتسبوا شهرةً دولية مع البوم Eliminator (1983) و Afterburner (1985) ، اللذان دمجا التأثيرات مع الموجة الجديدة ، والبانك ، والروك الراقص . وساعدت شعبية الفيديوهات الموسيقية لهذه الألبومات ، بما في ذلك أغنية " Gimme All Your Lovin " و " Sharp Dressed Man " و " Legs " ، حيث عرضت الاغاني في قناة MTV التلفزيونية وجعلت الفرقة واحدة من أشهر الفنانين في ثقافة البوب في الثمانينيات. حطمت جولة البوم Afterburner أرقامًا قياسية في جولة الحفلة الموسيقية التي شهدت أعلى نسبة حضور والأكثر ربحًا في عام 1986. بعد الحصول على إشادة إضافية بإصدار ألبومهم العاشر Recycler (1990) والجولة المصاحبة له ، استمرت تجارب المجموعة بنجاح متباين في ألبومات Antenna (1994) ، Rhythmeen (1996) ، XXX (1999) ، و Mescalero (2003) . أصدروا مؤخرًا La Futura (2012) و Goin '50 (2019) ، وهو ألبوم تجميعي للاحتفال بالذكرى الخمسين لتأسيس الفرقة . وبحلول وقت وفاة هيل في عام 2021 ، كانت فرقة زي زي توب قد أصبحت أطول فرقة تعمل مع تشكيلة مغنيين لم تتغير في تاريخ الموسيقى الشعبية.
أصدرت الفرقة 15 ألبوماً وتجاوزت مبيعاتها بما يقدر بنحو 50 مليون ألبوم في جميع أنحاء العالم.  وفازوا بثلاث جوائز MTV Video Music Awards ، وفي عام 2004 ، تم إدخال أعضاء الفرقة في Rock and Roll Hall of Fame . وفي عام 2015 ، صنفت رولينج ستون عضو الفرقة جيبونز في المرتبة 32 كأفضل عازف جيتار عبر التاريخ.

## تاريخ

### السنوات الأولى (1969-1972)
تم تأسيس المجموعة الأصلية في هيوستن وتتكون من غيبونز وعازف الجيتار لانيير جريج  وعازف الطبول دان ميتشل.  حيث جاءت اسم الفرقة بفكرة من غيبونز . كانت للفرقة شقة صغيرة مغطاة بملصقات الحفلات ولاحظ غيبونز أن العديد من الفنانين استخدموا الأحرف الأولى من اسمهم .
الأمر الذي توصل إليه وهو "ZZ Top".
بيل هام كان يدير الفرقة ، وهو من واكساهاتشي ، تكساس ، وقد كان صديقًا لجيبونز قبل عام من تأسيس الفرقة . أصدروا أول أغنية فردية لهم ، «سالت ليك» و «ميليرز فارم»  ، في عام 1969 . نسب الفضل إلى جيبونز في هاتين الأغنيتين باعتباره الملحن الرئيسي لها . وبعد تسجيل «سالت ليك» ، تم استبدال جريج بعازف القيثارة بيلي إثيريدج ، زميل فرقة لستيفي راي فوجان ، وتم استبدال ميتشل بفرانك بيرد من أمريكان بلوز . نظرًا لعدم اهتمام شركات التسجيلات الأمريكية الكبرى ، قبلت الفرقة  بصفقة قياسية من تسجيلات لندن ، الشركة الأمريكية التابعة لعلامة Decca Records البريطانية.  استقال إيثريدج من الفرقة لعدم رغبة بتوقيع العقد وأصبح داستي هيل زميل فرانك بيرد في فرقة امريكان بلوز  بديلاً له . وبعد انتقال هيل من دالاس إلى هيوستن ، وقعت الفرقة مع تسجيلات لندن في عام 1970 . وقاموا بأداء حفلهم الأول معًا في قاعة فرسان كولومبوس في بومونت ، تكساس ، في 10 فبراير عام 1970 . 

### العقد الأول المميز (1973-1982)

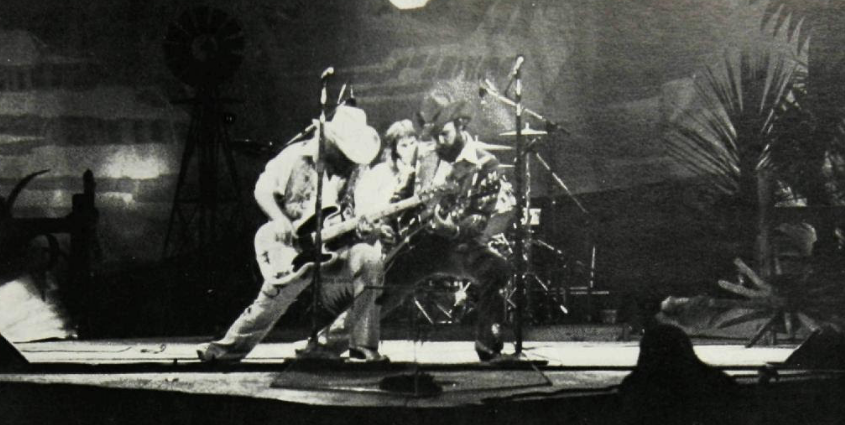
أداء مباشر للفرقة في عام 1976

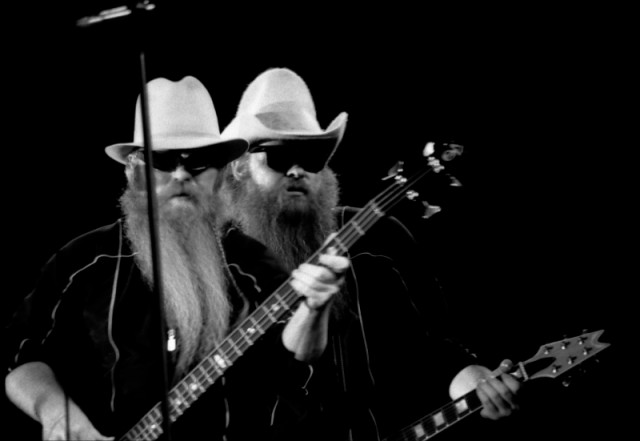
هيل وجيبونز عام 1983

أصدرت الفرقة البوم Tres Hombres في عام 1973 ، حيث احتل المركز الثامن على مخطط ألبومات Billboard 200 في أوائل عام 1974. كتب ستيفن توماس إيرلوين أن الألبوم «جلب للفرقة أول عشرة أرقام قياسية لهم ، مما جعلهم نجومًا في هذه الساحة». تضمن الألبوم أغنية «لا جرانج» ( بيت دعارة سيئ السمعة في لا جرانج ، تكساس ، والتي ألهمت أيضًا الكتاب الموسيقي The Best Little Whorehouse  ). في الجولة التالية ، أقامت الفرقة حفلات موسيقية نفذت كمية التذاكر فيها في الولايات المتحدة. ووصلت أغنية " Tush " المنفردة إلى ذروتها في المرتبة 20 على Billboard Hot 100 .
تم إصدار  البوم Tejas في عام 1976 ، وكان آخر ألبوم للفرقة بموجب عقدهم مع شركة تسجيلات لندن . لم يتلقى الالبوم لإشادة أو نجاح كمثل الالبومات السابقة ، لكنه وصل إلى رقم 17 على Billboard 200. وواصلت الفرقة جولتها لتكساس عام 1977. 
في عام 1976 ، وتحديداً بعد سبع سنوات من التجول وسلسلة من الألبومات الناجحة ، توقفت الفرقة لمدة ثلاث سنوات وحينها ادمن العضو بيرد المخدرات. وسافر جيبونز إلى أوروبا ، وذهب بيرد إلى جامايكا ، وذهب هيل إلى المكسيك .  كما أمضى هيل فترة العمل في مطار دالاس ، قائلاً إنه يريد أن «يشعر بأنه طبيعي» و «يرضي نفسه» بعد سنوات قضاها في الفرقة والشهرة. وفي عام 1979 ، عندما عادت المجموعة بألبوم Degüello ، ارتدى جيبونز وهيل لحى بطول الصدر ونظارات شمسية. أظهرت أغنياتهم الفردية نجاحاً باهراً وواسعاً .
وفي عام 1979 ، وقعت الفرقة مع شركة Warner Bros. وأصدروا الألبوم Degüello . حيث أصبح الألبوم بلاتينيًا ، ووصل إلى المركز 24  على مخطط بيلبورد.  أُنتج الألبوم أغنيتين فرديتين مشهورتين: " I Thank You " ، وهي مستوحاه من تأليف David Porter / Isaac Hayes سجله في الأصل Sam &amp; Dave ، والفرقة الأصلية " Cheap Sunglasses ". ظلت الفرقة نقطة جذب شهيرة للحفلات الموسيقية وقاموا بجولات عديدة دعماً للالبوم . وفي أبريل 1980 ، ظهرت الفرقة لأول مرة في أوروبا ، حيث قدموا عرضًا للتلفزيون الموسيقي الألماني Rockpalast ، والذي تم إصداره لاحقًا بأسم ديسك ون من عام 2009 DVD Double Down Live: 1980 و 2008  وعرض في قنوات بي بي سي The Old Gray Whistle Test. قدمت الفرقة أسلوب رقص متشنج في عرضهم المباشر وبدأوا في تجربة آلات المزج ،   التي ظهرت بشكل بارز في ألبوم أكتوبر 1981 El Loco.  حيث حصل الألبوم  المركز 17 على مخطط بيلبورد ، وظهرت فيه الأغاني الفردية " Tube Snake Boogie " و " Pearl necklace " و "Leila".

### العودة إلى الغيتار (1992-2003)
في عام 1992 ، أصدرت تسجيلات وارنر أفضل أعمال الفرقة خلال السنوات الماضية .
في عام 1994 ، وقعت الفرقة صفقة بقيمة 35 مليون دولار مع RCA Records ،  وأطلقت البوم «انتينا» بملايين النسخ . وفي عام 2003 ، أصدرت الفرقة ألبوم RCA الأخير ، وفي مقابلة مع مجلة Goldmine ، صرح ديفيس أن الفنانين Pink وDave Matthews و Wilco كانوا من بين الفنانين الذين تم اختيارهم للمشروع القادم  .
وقامت الفرقة  بأداء اغنيتان "Tush" و "Legs" كجزء من عرض نهاية الشوط الأول لـ Super Bowl XXXI في عام 1997 .

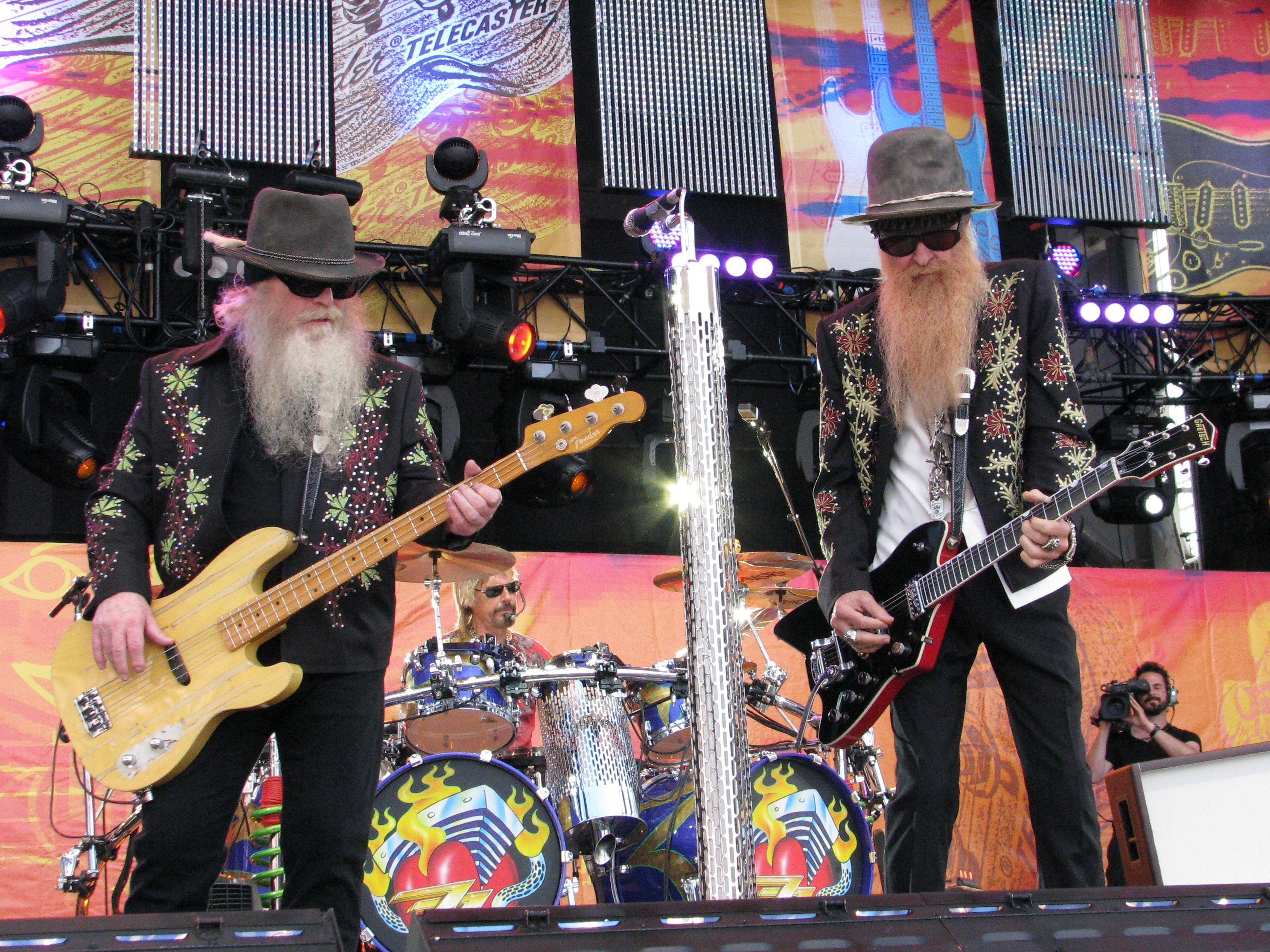
اداء للفرقة في حفل القيتار ، 26 يونيو 2010

وفي عام 2004 ، تم تكريم الفرقة في قاعة مشاهير الروك أند رول . ألقى كيث ريتشاردز من فرقة رولينج ستونز الخطاب التعريفي للفرقة ، وقدمت الفرقة عرضًا غنائياً لـ "La Grange" و "Tush".

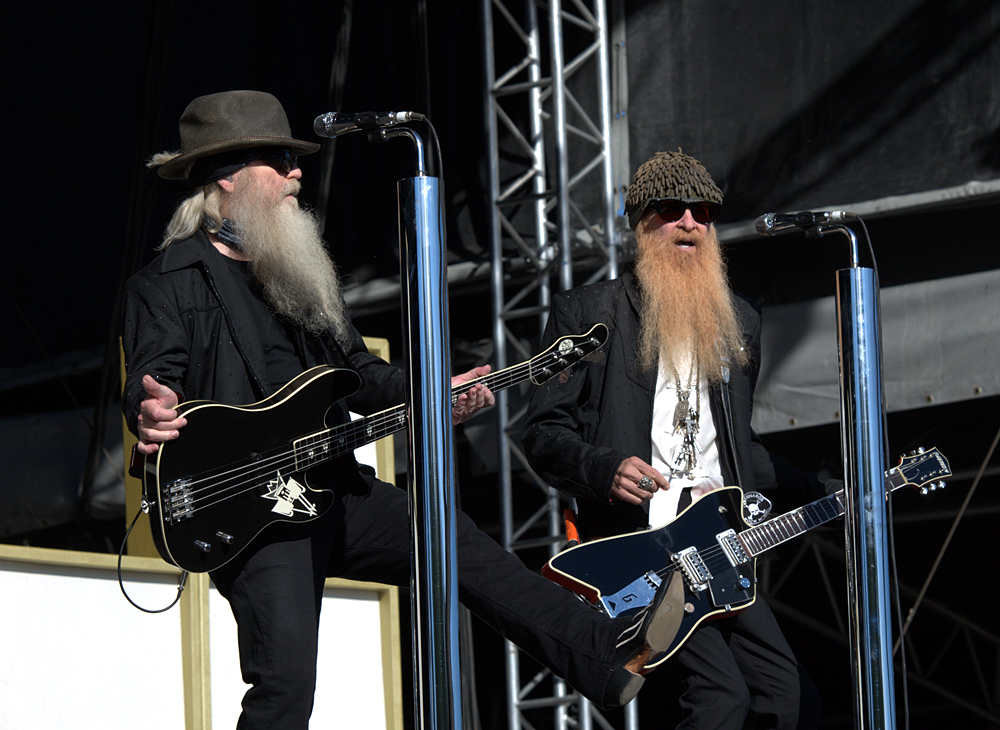
هيل و جيبونز في فنلندا ، 4 يوليو 2010

## أسلوب الفرقة

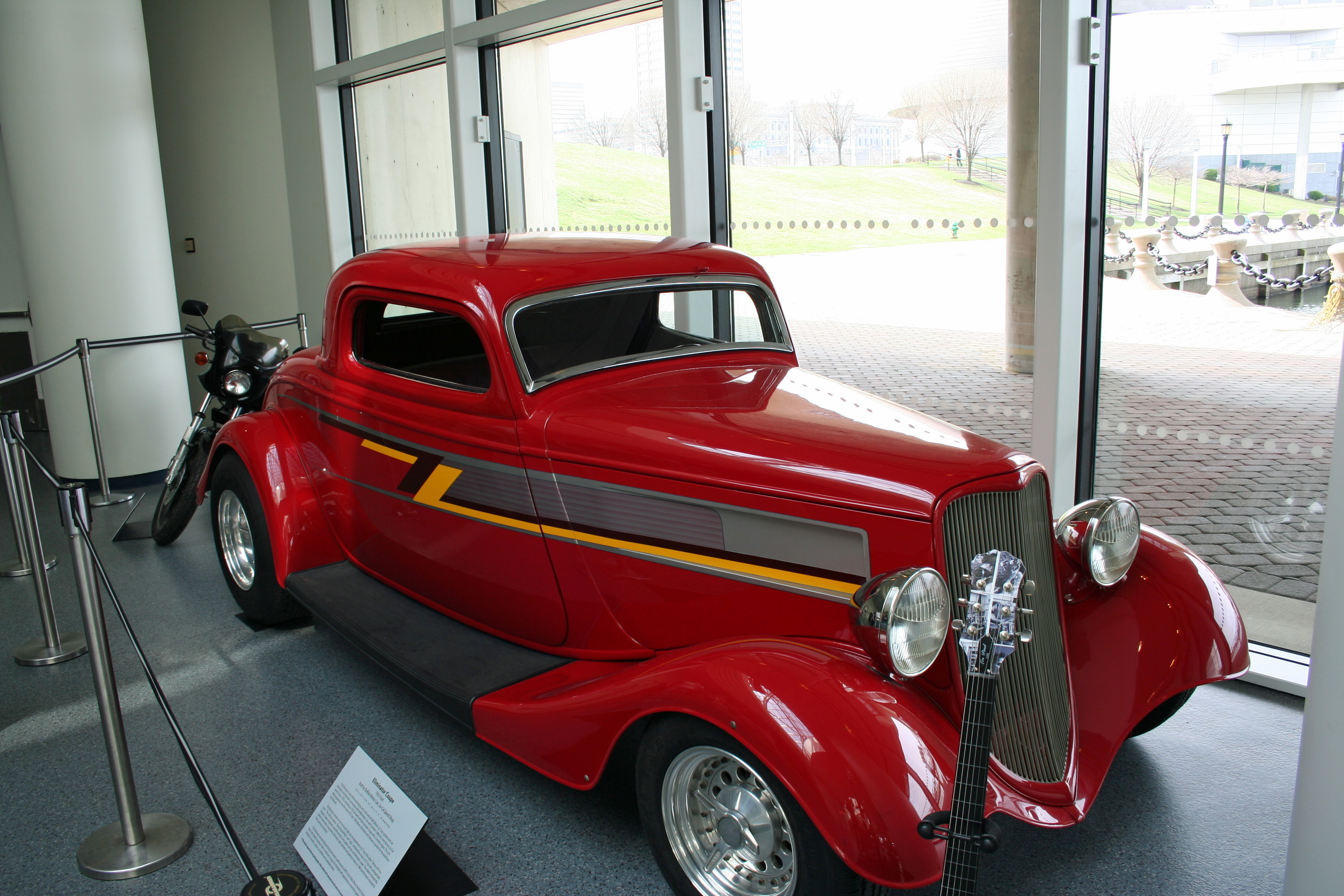
احدى سيارات الفرقة في قاعة مشاهير الروك أند رول ، 2010

وصفت صحيفة الجارديان بأن اسلوب الفرقة كان "جزء منها تقليدي ، وجزء منها متناقض .
حيث وصفت مجلة تكساس الشهرية بأن موسيقاهم  «صاخبة ، وذكورية»

## الجوائز والإنجازات
فازت مقاطع الفيديو الموسيقية لـلفرقة بالعديد من جوائز VMA خلال الثمانينيات ، حيث تصدرت فئات أفضل مجموعة فيديو وأفضل إخراج وأفضل إخراج فني لأغنية "Legs" و "Sharp Dressed Man" و " Rough Boy " على التوالي.
ومن بين التكريمات التي حصلت عليها الفرقة ، تمت استضافتهم من مركز القيتار RockWalk في عام 1994 ،  وأطلق عليهم مجلس النواب في تكساس اسم «ابطال ولاية تكساس» ،  إعلانًا لـ «يوم زي زي توب» . كما تم منحهم خواتم تذكارية من قبل الممثل بيلي بوب ثورنتون من VH1 Rock Honors في عام 2007.